# Maude Adams
Maude Ewing Adams Kiskadden (Salt Lake City, 11 de noviembre de 1872-Tannersville, 17 de julio de 1953), conocida profesionalmente como Maude Adams, fue una actriz estadounidense que alcanzó su mayor éxito interpretando al personaje Peter Pan en su primera producción de Broadway de 1905 Peter Pan y Wendy. La personalidad de Adams atrajo una gran audiencia y le ayudó a convertirse en la artista de mayor éxito y mejor pagada de su época, con un ingreso anual de más de un millón de dólares en su mejor momento.
Adams comenzó a actuar cuando era niña, mientras acompañaba a su madre —también actriz— en giras teatrales por el oeste de los Estados Unidos. A los 16 años hizo su debut en Broadway, y, bajo la dirección de Charles Frohman, se convirtió en una intérprete muy popular junto al actor principal John Drew, Jr. en la década de 1890. A partir de 1897, protagonizó obras de J. M. Barrie, entre ellas The Little Minister, Quality Street, What Every Woman Knows y Peter Pan. Estas producciones la convirtieron en la actriz más popular de Nueva York. Su última obra en Broadway, en 1916, fue A Kiss for Cinderella de Barrie.
Después de un retiro de 13 años, apareció en obras de Shakespeare y luego dio clases de actuación en Misuri. Finalmente, se retiró al norte del estado de Nueva York.

## Primeros años y antepasados

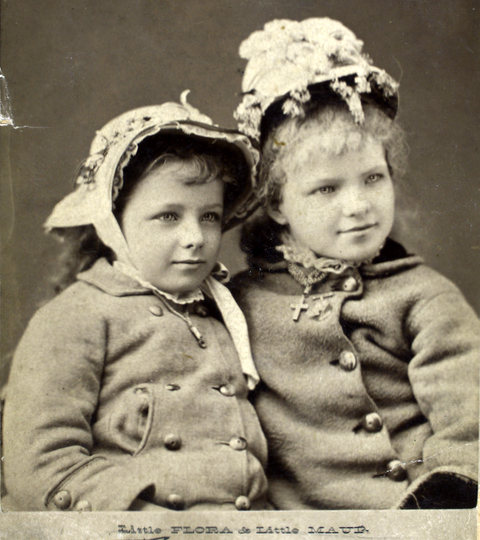
Adams (izquierda) y Flora Walsh en The Wandering Boys, presentada en el Stanford Theatre, San Francisco (1880).

Adams nació en Salt Lake City, Utah, hija de Asaneth Ann «Annie» (apellido de soltera, Adams) y James Henry Kiskadden. Su madre fue actriz teatral, y su padre trabajó para un banco y en una mina. Se conoce poco acerca del padre de Adams, ya que falleció cuando ella era joven. El apellido «Kiskadden» es de origen escocés. Por la rama materna, el bisabuelo de Adams, Platt Banker, provenía de Plattsburgh, Nueva York. Se convirtió al mormonismo y emigró a Misuri junto a su familia y algunos miembros de la Iglesia de Jesucristo de los Santos de los Últimos Días. En Montrose (Iowa), Barnabus Lathrop Adams (abuelo de Maude) se casó con Julia Ann Barker, hija de uno de los líderes campesinos de la comunidad de Iowa. Luego, la familia emigró a Utah y se estableció en Salt Lake City, donde nació la madre de Maude. Adams también era descendiente de un pasajero del Mayflower, John Howland. La magnitud de la conexión entre la Iglesia SUD y ella no está del todo esclarecida. Sin embargo, pasó períodos sabáticos en rectorías católicas, y en 1922 donó sus propiedades en Lake Ronkonkoma a uno de estos establecimientos, las Hermanas de San Régis, para su uso como un noviciado y casa de retiro.
Adams apareció por primera vez en el escenario a la edad de nueve meses, en brazos de su madre. A pesar de las objeciones de su padre, comenzó a actuar siendo una niña pequeña y adoptó el apellido de soltera de su madre como su nombre artístico. Junto a su progenitora, recorrió todo el oeste de los Estados Unidos con una compañía teatral que interpretaba obras en las zonas rurales, pueblos mineros y algunas ciudades. Protagonizó sus primeras obras a la edad de cinco años, en un teatro de San Francisco, donde personificó a Little Schneider en Fritz, Our German Cousin y a Adrienne Renaud en A Celebrated Case. A los diez años, debutó en Nueva York en Esmeralda y luego regresó a California. Más tarde escribió un breve ensayo, «The one I knew least» (traducido como «La que menos conocía»), donde describía sus dificultades para descubrir su propia personalidad mientras interpretaba tantos papeles teatrales cuando era niña. Regresó brevemente a Salt Lake City, donde vivió con su abuela y estudió en el Instituto Colegiado de Salt Lake.

## Carrera artística

### Inicios

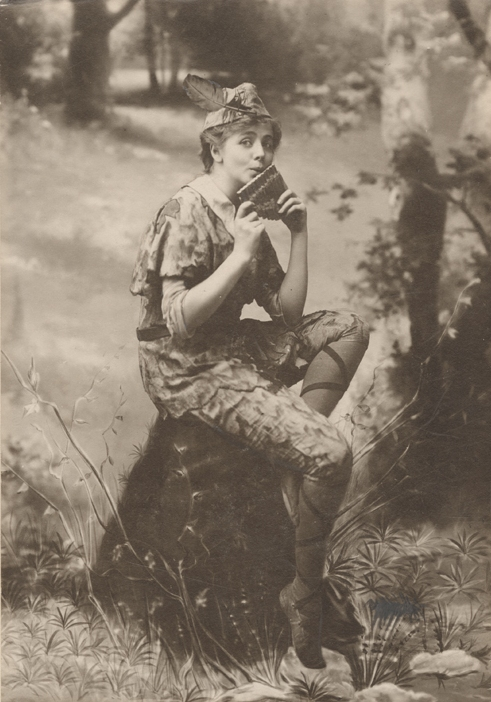
Adams como Peter Pan.

Adams regresó a la ciudad de Nueva York a los 16 años, para aparecer en The Paymaster. Luego se convirtió en un miembro de la compañía de teatro de E. H. Sothern en Boston y apareció en The Highest Bidder, y más tarde en Lord Chumley en Broadway (1888). Ese mismo año, Charles H. Hoyt le dio un papel en The Midnight Bell, donde no solo el público, sino también los críticos, tomaron nota de ella. En 1889, al sentir que era probable que tuviese en sus manos una nueva estrella, Hoyt le ofreció un contrato de cinco años, pero ella se negó y aceptó, en cambio, una oferta menor del importante productor Charles Frohman, quien, a partir de ese momento, tomó el control de su carrera. Pronto dejó atrás las piezas menores y empezó a interpretar papeles protagónicos para Frohman. En 1890, Frohman solicitó a David Belasco y Henry C. de Mille que escribiesen especialmente la parte de Dora Prescott para Adams en su nueva interpretación de Men and Women, que Frohman estaba produciendo. Al año siguiente, la actriz apareció en el papel de Nell en The Lost Paradise.
En 1892, John Drew, Jr. (una de las principales estrellas del momento) puso fin a su asociación de dieciocho años con Augustin Daly y se unió a la compañía de Frohman. Frohman emparejó a Adams y Drew en una serie de obras, comenzando con The Masked Ball y terminando con Rosemary en 1896. Durante cinco años, Adams fue la principal actriz en la compañía de Drew. Allí, «su trabajo fue elogiado por su encanto, delicadeza y sencillez». The Masked Ball se estrenó el 8 de octubre de 1892; el público fue a ver a Drew, su estrella, pero, conforme fue avanzando la obra, le dejaron a un lado para enfocarse en Adams. Lo más memorable fue una escena en la que su personaje fingió estar ebria, por la que recibió una ovación de dos minutos en la noche de apertura. Drew era el protagonista, pero fue por Adams que el público solicitó doce salidas a escena para saludar, y los críticos que anteriormente habían sido poco entusiastas hicieron generosos comentarios. Los comentaristas del Harper’s Weekly escribieron que «era difícil ver exactamente qué iba a impedir que la señorita Adams se convirtiese en la máxima exponente de la comedia ligera en los Estados Unidos», y el New York Times indicó que «compartió honores con el héroe de la noche» (refiriéndose a Drew). El semanario Spirit of the Times señaló que «fue Adams, y no Drew, quien convirtió en un éxito a The Masked Ball, y es la estrella de la comedia. El mánager Charles Frohman, en el intento de explotar una estrella, se ha encontrado con otra de mayor magnitud».
A The Masked Ball le siguieron obras de teatro de menor éxito, entre ellas The Butterflies, The Bauble Shop, Christopher, Jr., The Imprudent Young Couple y The Squire of Dames, y recién en 1896 se produjo una recuperación en la taquilla con la comedia Rosemary, sobre una joven pareja que escapa al abrigo de la noche para casarse. La obra recibió elogios de la crítica y fue un éxito de audiencia.

### Barrie y el estrellato

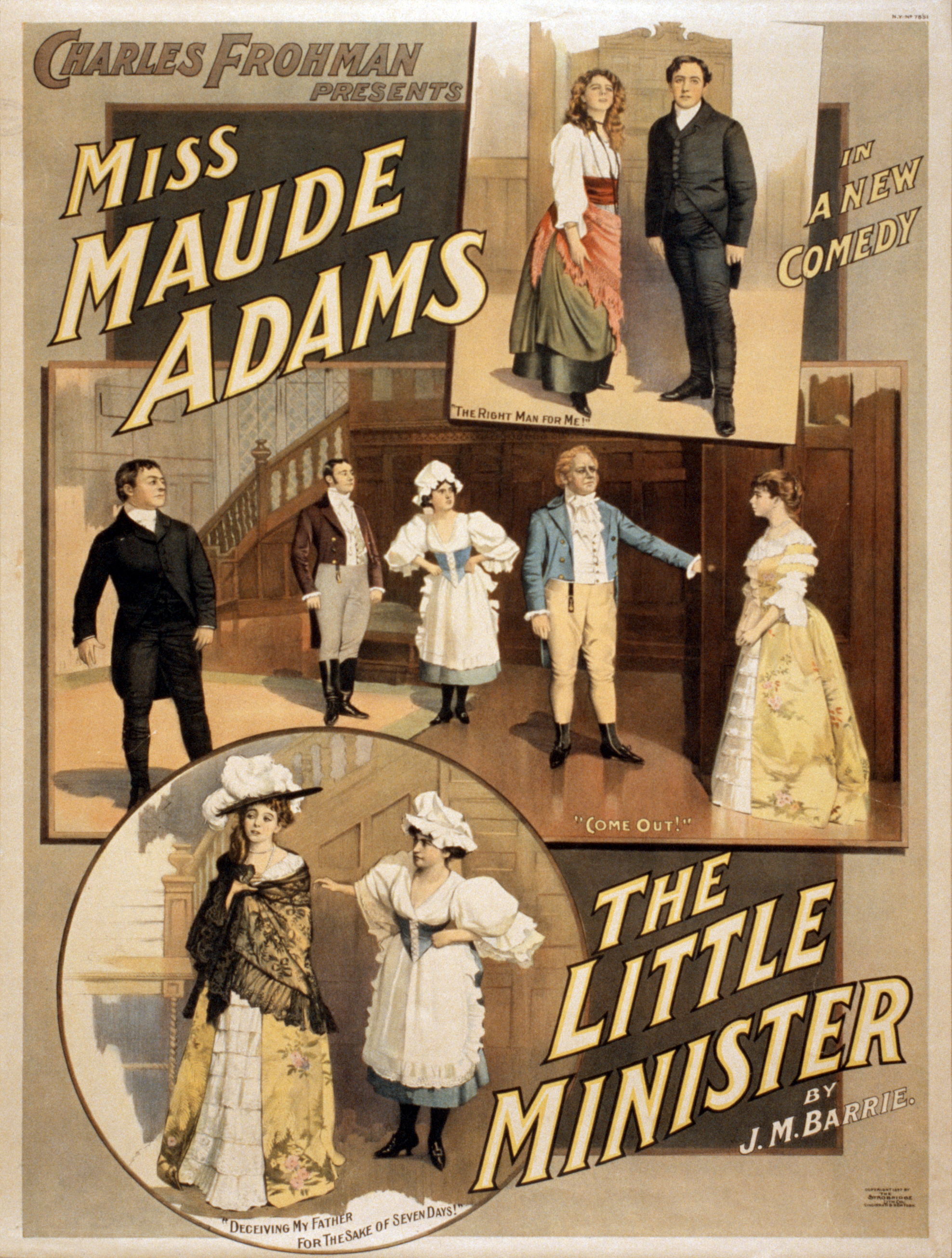
Adams en The Little Minister.

Charles Frohman había estado buscando a J. M. Barrie (el futuro autor de Peter Pan, o, El niño que no quería crecer) para adaptar el popular libro del autor The Little Minister en una obra de teatro, pero Barrie se había resistido porque sentía que no había ninguna actriz que pudiera interpretar a Lady Babbie. En un viaje a Nueva York en 1896, Barrie asistió a una función de Rosemary y de inmediato decidió que Adams fuera la actriz que interpretara a Lady Babbie. A Frohman le preocupaba que los aspectos masculinos del libro pudiesen eclipsar el papel de Adams. Con el permiso de Barrie, varias escenas fundamentales se alteraron para favorecer a Lady Babbie. La obra se estrenó en 1897 y fue un gran éxito, con trescientas funciones en Nueva York (289 de las cuales fueron localidades de a pie) y el establecimiento de un nuevo récord de taquilla histórico con $370 000; tras este suceso, Adams se volvió una estrella. También realizó una gira exitosa y llegó a 65 funciones en Boston.
Otra obra de Barrie, Peter Pan y Wendy (1906), se convirtió en el papel con el que Adams fue más estrechamente identificada, ya que fue la primera actriz en interpretar a Peter Pan en Broadway. Solo unos días después de que se anunció el reparto, tuvo una apendicectomía de emergencia, y no estaba claro si su salud le permitiría asumir el papel como estaba previsto. Peter Pan se estrenó el 16 de octubre de 1905 en el Teatro Nacional en Washington D. C., con poco éxito. Sin embargo, cuando la obra ya había pasado mucho tiempo en cartelera, se trasladó a Broadway y Adams interpretó allí su papel protagónico en varias ocasiones durante la década siguiente. El collar de su traje de Peter Pan de 1905, que ella había codiseñado, se convirtió en un accesorio muy popular y fue conocido en adelante como el «cuello de Peter Pan».

### Otras obras de teatro

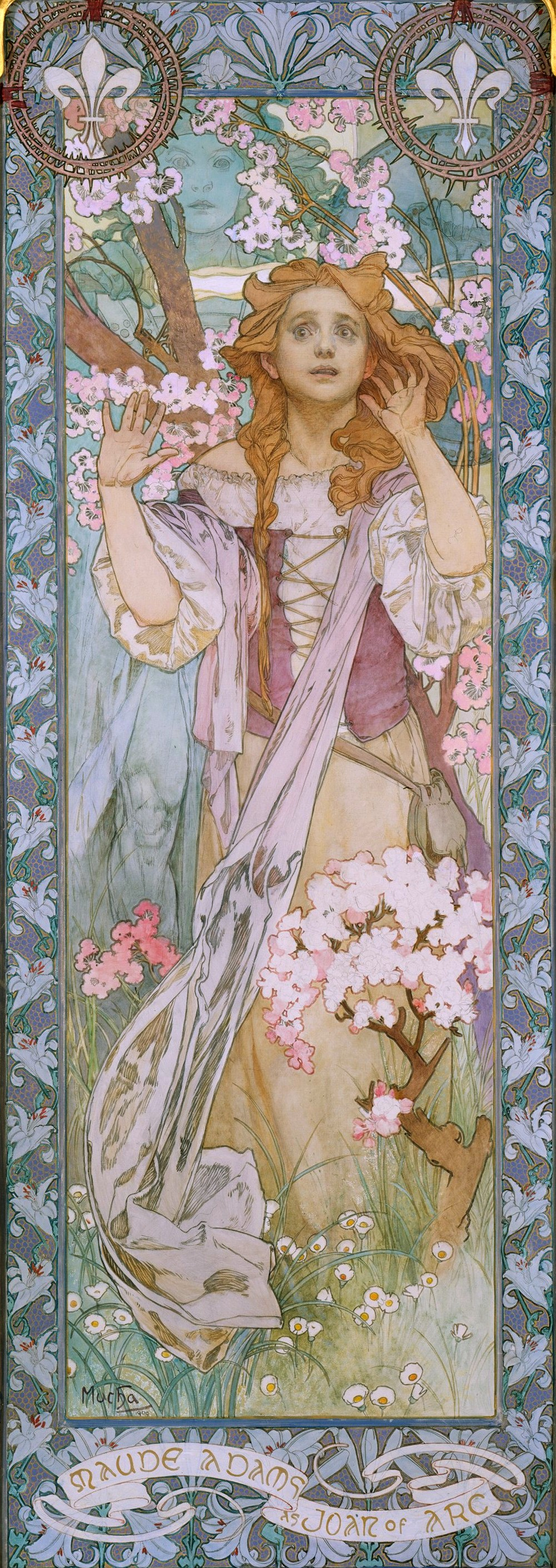
Adams como Juana de Arco. Pintura por Alfons Mucha.

Adams protagonizó otras obras de Barrie, como por ejemplo Quality Street (1901), What Every Woman Knows (1908), The Legend of Leonora (1914) y A Kiss for Cinderella (1916). Sin embargo, también apareció en otras obras. En 1899, interpretó a Julieta de Shakespeare, que fue un éxito de taquilla (las dieciséis funciones de la obra en Nueva York fueron a sala llena) pero no de crítica. Romeo y Julieta fue seguida por L’Aiglon en 1900, una obra francesa sobre la vida de Napoleón II en el que Adams desempeñó el papel principal, a la que le seguiría otra interpretación de un personaje masculino (Peter Pan) cinco años después. En París, Sarah Bernhardt había protagonizado la obra y había sido aclamada por ello, pero el L’Aiglon de Adams recibió críticas mixtas en Nueva York. En 1909, interpretó a Juana de Arco en la obra de Friedrich Schiller La doncella de Orléans, producida a gran escala por Frohman en el estadio de la Universidad de Harvard. La edición del 24 de junio de 1909 del rotativo Paducah Evening Sun (Kentucky) contiene el siguiente pasaje:

Joan at Harvard, Schiller's Play reproduced on Gigantic scale. … The experiment of producing Schiller's "Maid of Orleans" beneath starry skies … was carried out … by ... Adams and a company numbering about two thousand persons … at the Harvard Stadium. …  A special electric light plant was installed … a great cathedral was erected, background constructed and a realistic forest created. …  Miss Adams was accorded an ovation at the end of the performance.
Juana en Harvard, la pieza de Schiller reproducida en escala gigantesca... El experimento de producir “La Doncella de Orléans” de Schiller bajo el cielo estrellado... fue llevado a cabo... por... Adams y una compañía compuesta por alrededor de dos mil personas... en el Estadio Harvard. ... Se instaló una planta de luz eléctrica especial... se erigió una gran catedral, se construyó una escenografía y un fondo realistas. ... A la señorita Adams se le concedió una ovación al final de la función.
Extracto de The Paducah Evening Sun, con fecha 24 de junio de 1909.

En 1911, apareció en otra obra francesa, Chantecler, la historia de un gallo que cree que su canto hace salir el sol. Le fue ligeramente mejor que en L’Aiglon con los críticos y el público nuevamente la aclamó, y en cierta ocasión hasta llegaron a pedirle veintidós salidas a escena para saludar. Más tarde, Adams lo mencionaría como su papel favorito, con Peter Pan en un cercano segundo lugar.

### Retiro de los escenarios y últimos años

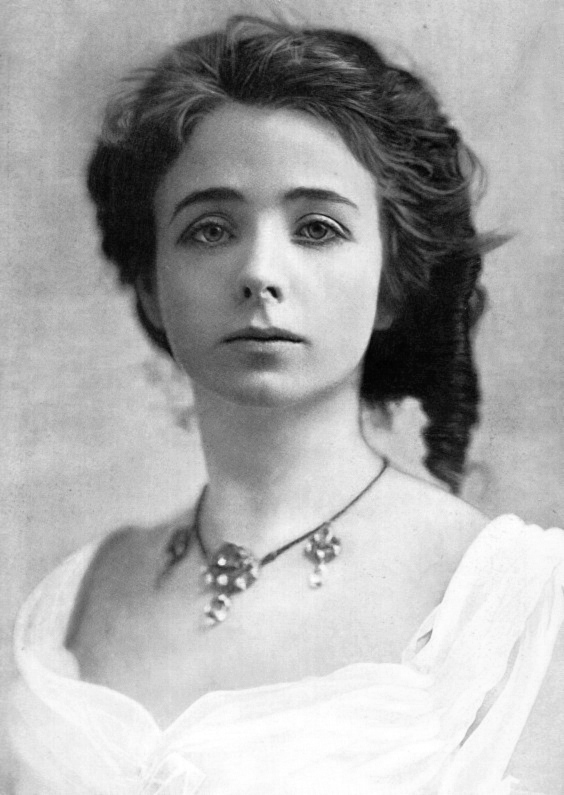
Maude Adams (1901).

Adams se retiró tras A Kiss for Cinderella en 1916. Durante la década de 1920, trabajó en General Electric desarrollando sistemas de iluminación teatrales mejores y más potentes que los que existían hasta ese momento, y en Eastman Company en el desarrollo de la fotografía a color. Probablemente, su motivación al asociarse con estas empresas de tecnología fue que deseaba aparecer en una película a color de Peter Pan, y esto habría requerido una mejor iluminación y técnicas avanzadas de fotografía en color. Después de 13 años fuera de los escenarios, regresó a la actuación y apareció ocasionalmente en producciones regionales de obras de Shakespeare, entre ellas El mercader de Venecia, Ohio (1931), donde interpretó a Portia, y Noche de reyes, Maine (1934), donde personificó a María.
Considerada por sus pares como una persona tímida, Adams fue descrita por Ethel Barrymore como «la típica mujer que desea estar sola» (original 'I want to be alone' woman). En ocasiones, complementaba los salarios de sus compañeros de elenco con su propio dinero. Una vez, mientras estaba de gira, el propietario de un teatro duplicó el precio de los billetes, ya que sabía que el nombre de Adams significaba tener entradas agotadas; la actriz hizo que el propietario reembolsara la diferencia antes de salir al escenario esa noche. Adams fue jefa del departamento de teatro del Stephens College en Misuri entre 1937 y 1943, tiempo durante el cual se la consideró una maestra inspiradora en el arte de la actuación.
Después de su retiro, Adams recibió propuestas ocasionales para interpretar papeles en el cine. Lo más cerca que llegó a aceptar fue en 1938, cuando el productor David O. Selznick la convenció para hacer una prueba de pantalla (con Janet Gaynor, quien más tarde interpretaría el papel principal femenino) para el papel de Miss Fortune en la película The Young in Heart. Después que las negociaciones fracasaran, el papel fue interpretado por Minnie Dupree, quien tenía un estilo actoral similar al de Adams. La prueba de pantalla de doce minutos fue preservada más tarde por la George Eastman House.
Adams falleció a los 80 años de edad en su casa de verano, Caddam Hill, en Tannersville, y está sepultada en el cementerio de las Hermanas del Cenáculo, en Lake Ronkonkoma, estado de Nueva York.

## En la cultura popular
El personaje de Elise McKenna en la novela de Richard Matheson de 1975 Bid Time Return y en su adaptación fílmica de 1980 Pide al tiempo que vuelva, en la que el personaje fue interpretado por Jane Seymour, se basó en Maude Adams. En la novela, Elise aparece en The Little Minister, cuyo papel también se decía que había sido escrito especialmente para ella.

## Apariciones en Broadway
- The Paymaster (1888)
- Lord Chumley (1888)
- A Midnight Belle (1889)
- Men and Women (1890)
- The Masked Ball (1892)
- The Butterflies (1894)
- The Bauble Shop (1894)
- The Imprudent Young Couple (1895)
- Christopher, Jr. (1895)
- The Squire of Dames (1896)
- Rosemary (1896)
- The Little Minister (1897 y 1904)
- Romeo y Julieta (1899)
- L’Aiglon (1900)
- Quality Street (1901)
- The Pretty Sister of Jose (1903)
- ‘Op o’ Me Thumb (1905)
- Peter Pan (1905, 1906, 1912 y 1915)
- Quality Street (1908)
- The Jesters (1908)
- The-Merry-Go-Round (1908)
- What Every Woman Knows (1908)
- Chantecler (1911)
- The Legend of Leonora (1914)
- The Little Minister (1916)
- A Kiss for Cinderella (1916)